# Padár
Padár község Zala vármegyében, a Zalaegerszegi járásban.

## Fekvése
A Zalai-dombságban, azon belül is a Zalaapáti-hát területén fekszik, a megyeszékhely Zalaegerszegtől keletre.
A közvetlenül határos települések: észak felől Bezeréd, északkelet felől Zalakoppány (Zalaszentgrót része) és Kallósd, kelet felől Almásháza, délnyugat felől Nagykapornak, nyugat felől pedig Orbányosfa. Csak nagyon kevés híja van, hogy nem határos délkelet felől még Tilajjal (Tilajújheggyel) is.

### Megközelítése
Csak közúton közelíthető meg, a központjától bő 2 kilométerre délre húzódó 76-os főútról letérve, a 73 217-es számú mellékúton. Bezeréddel egy keskeny, de szilárd burkolatú önkormányzati út köti össze, más szomszédos településekkel nincs közvetlen közúti kapcsolata.

## Története
Padár Zala vármegye aprófalvai közé tartozik; a 2015-ös népességi adatok szerint akkor 120 lakosa volt.
Egykor a Kapornaki Prépostság birtokai közé tartozott. Vályi András 1797-ben így írt a községről:
"Padar, magyar falu Szala Vármegyében, földes Ura a Kapornaki Prépostság, lakosai külömbfélék, fekszik Kapornakhoz közel, mellynek filiája, határja középszerű, földgye meglehetős termékenységű, legelője, fája van, második osztálybéli".

## Közélete

### Polgármesterei
- 1990–1994: Tóth Tibor (független)[3]
- 1994–1998: Tóth Tibor (független)[4]
- 1998–2002: Tóth Tibor (független)[5]
- 2002–2006: Tóth Tibor (független)[6]
- 2006–2010: Tóth Tibor (független)[7]
- 2010–2014: Szőke-Török Noémi (független)[8]
- 2014–2016: Szőke-Török Noémi (független)[9]
- 2016–2019: Németh Imre András (független)[10]
- 2019–2024: Németh Imre (független)[11]
- 2024– : Szőke-Török Noémi (független)[1]

A településen 2016. augusztus 28-án időközi polgármester-választást tartottak, az előző polgármester lemondása miatt.

## Népesség
A település népességének változása:
| Lakosok száma | 112  | 117  | 120  | 104  | 109  | 109  | 122  |
|               | 2013 | 2014 | 2015 | 2021 | 2022 | 2023 | 2024 |

A 2011-es népszámlálás idején a nemzetiségi megoszlás a következő volt: magyar 92%, cigány 4%, német 1%, román 0,48%. A lakosok 72,6%-a római katolikusnak, 10,2% reformátusnak, 2,5% felekezeten kívülinek vallotta magát (13,7% nem nyilatkozott).
2022-ben a lakosság 90,8%-a vallotta magát magyarnak, 2,8% németnek (8,3% nem nyilatkozott; a kettős identitások miatt a végösszeg nagyobb lehet 100%-nál). Vallásuk szerint 70,6% volt római katolikus, 10,1% református, 9,2% felekezeten kívüli (10,1% nem válaszolt).